# Colusión del papel higiénico en Chile
La colusión del papel higiénico en Chile ocurrió en octubre de 2015 cuando la Fiscalía Nacional Económica presentó ante el Tribunal de Defensa de la Libre Competencia una demanda en la cual acusaba a las empresas CMPC Tissue (más conocida como La Papelera, actualmente Softys), y SCA Chile (ex PISA, hoy llamada Essity) de coludirse por más de diez años y dominar los precios de productos como las servilletas, papel higiénico, pañuelos desechables y toallas de papel. Este caso se sumó a otros casos de colusión como el de los pollos y las cadenas de farmacias.
Ambas empresas habrían tenido ganancias de US $458 millones, según un informe del Tribunal de Defensa de la Libre Competencia, lo cual equivale a 10 veces más de lo recaudado en la última teletón.

## Antecedentes
La colusión comenzó a partir del principio del año 2000. La empresa Distribución y Servicios S.A., (hoy conocida como Walmart), lanzó la marca Acuenta, lo que inició una “guerra de precios”, que motivó el comienzo de las reuniones entre Jorge Morel Bulicic, gerente general de CMPC en ese año y Gabriel Ruiz-Tagle, antiguo dueño de PISA, (actualmente SCA Chile)
Estas reuniones se daban en el restaurante del Club de Golf Las Brisas de Chicureo, y según la denuncia de la Fiscalía Nacional Económica acusa que en estas, CMPC y PISA "acordaron subir los precios, poniendo término a la guerra de precios existente y, en adelante, mantener estables las participaciones de mercado, utilizando los porcentajes que cada empresa tenía antes que estallara la guerra de precios".
Las marcas involucradas en la colusión fueron las siguientes: Favorita y Magiklin por el lado de PISA y Elite, Abolengo, Confort, Nova y Noble, por parte de CMPC.

## Investigación
En octubre de 2015, la Fiscalía Nacional Económica presentó un requerimiento ante el Tribunal de Defensa de la Libre Competencia acusando a ambas empresas de coludirse por más de diez años. De acuerdo a este requerimiento, CMPC y PISA son acusadas de: "celebrar y ejecutar acuerdos con el objeto de asignarse cuotas de participación de mercado y de fijar precios de venta de sus productos tissue, que comprenden papel higiénico, toallas de papel, servilletas, pañuelos desechables y faciales, desde el año 2000 hasta, a lo menos, diciembre del año 2011". 
La investigación comenzó en diciembre de 2014, "con el objeto de indagar la eventual existencia de ilícitos anticompetitivos en el mercado de la producción, comercialización y distribución de productos derivados del papel", cuando ambas empresas se dirigieron a la fiscalía a solicitar el beneficio de delación compensada, admitiendo la colusión y aportando antecedentes que hicieron posible conocer el alcance del cartel.
CMPC fue la primera que solicitó acogerse a este beneficio en marzo de 2015, reconociendo haber ejecutado conductas anticompetitivas. Además que no podía dimensionar el efecto de la colusión y señaló que estaba estudiando la forma de compensar a los consumidores afectados.
Mientras que SCA solicitó el mismo el 7 de octubre de 2015, "reconociendo haber participado en un acuerdo con CMPC para determinar los precios y participaciones de mercado", tras haber sido objeto de "diligencias de entrada, registro e incautación" el 25 de septiembre de 2015.
Por esto, la Fiscalía otorgó la exención de multa para CMPC y la reducción de multa para SCA, lo que dio una sanción correspondiente a una multa de 20.000 UTA, más de once mil millones de pesos. Por otra parte, se ordenó a ambas empresas la creación de un programa de cumplimiento en materia de libre competencia, el que debe incluir, entre otras cosas, la creación de un Comité de Directores para nombrar un encargado de cumplimiento y de la reforma de los estatutos sociales.
La empresa multada señaló lo siguiente: “solicitaremos a la Corte Suprema que la revoque y que, conforme al mérito de la abundante prueba aportada al proceso, exima de toda multa a SCA Chile”, y criticó la diferencia que se estaba haciendo con CMPC, añadiendo que esta fue quien organizó esta colisión “en su calidad de actor cuasi monopólico en el mercado del tissue”.
En la investigación, se detectó una serie de actos que buscaban ocultar al cartel, y acusó que: "los ejecutores de la conducta eran conscientes de su ilicitud", y esto se reflejó en actitudes como que los ejecutivos de las empresas evitaron gestionar el envío de información en formato digital, la creación de cuentas de correo electrónico falsas, compra de celulares de prepago, y que los "ejecutivos de CMPC llegaron incluso a deshacerse de computadores que fueron arrojados al canal San Carlos" en diciembre de 2011.
Según la Fiscalía, esta colusión “afectó al mercado nacional de la comercialización mayorista de papeles suaves o tissue en el canal de venta masivo", y que este caso es uno de los mayores delitos económicos dado su extensión en el tiempo y la masividad del mercado que se vio comprometido. Además, la ex presidenta Michele Bachelet calificó este hecho "como de máxima gravedad", y lo relacionó con casos de colusión anteriores, señalando que estos "perjudican a las personas fijando un precio que es más caro que atenta contra la libre competencia y afecta al bolsillo de las familias”

## Ganancias
Según un documento desarrollado por el Tribunal de Libre Competencia, en base a una de las fórmulas usadas en uno de los informes económicos encargados por la FNE, CMPC y SCA habrían ganado en forma extra montos que irían entre los US $225 y US $448 millones. 
Este informe fue desarrollado por Marcelo Olivares, ingeniero civil industrial de la U. de Chile y doctor en Operaciones y Manejo de Información de la U. de Pennsylvania, y Ana María Montoya, ingeniera comercial de la Universidad de Chile y doctora en Economía de la Universidad de Barcelona.
Para realizar este informe se realizó un método de comparación entre períodos entre los que hubo colusión, y periodos en los que no. Con esto se determinó un sobreprecio promedio de 12,1% para SCA, lo que significa que esta obtuvo US $33 millones adicionales, mientras que con CMPC se determinó un sobreprecio promedio de 12,9%, demostrando que la compañía del grupo Matte obtuvo US $196 millones adicionales.
Además, ambos especialistas aplicaron la metodología del modelo estructural, con el cual se pudo calcular la demanda y costo de las empresas. En el caso de SCA se tuvo un resultado de 35% de sobreprecios, lo cual en dinero significa un beneficio de US $92 millones para esta. Mientras que en el caso de CMPC se tuvo un resultado de 19% de sobreprecios, y esto en dinero es un beneficio de US $366 millones.
Esta investigación además reveló dos características que mostraron cómo esta colusión pudo durar tanto tiempo. Una es que la demanda del papel higiénico es inelástica, lo que quiere decir que por más que los precios suben o bajen la gente no dejará de consumir, ya que es un bien de consumo básico. Mientras que la segunda es que el papel higiénico es un producto homogéneo con bajo nivel de diferenciación, lo que quiere decir que los consumidores si están dispuestos a cambiarse de marca en busca de precios más bajos. 
“El primer punto hace que los precios que puede cobrar un cartel monopólico sean altos, al enfrentarse a una demanda agregada relativamente inelástica, lo que no genera una gran disminución en sus beneficios. El segundo punto, es decir el alto grado de sustitución entre productos de distintas firmas hace que la competencia entre estas sea relevante”, explican los investigadores.
La Fiscalía también solicitó otro estudio y este fue desarrollado por Sofía Garcés, magíster en Economía de la Universidad Católica. Con este se determinó el nivel de cumplimiento del acuerdo colusorio, en relación con el traspaso de los precios colusivos a las sugerencias de valores a supermercados. 
En el caso de SCA se determinó un 82% de promedio y otra conclusión estableció un 96,2%, mientras que con CMPC cumplió con un promedio de 93,1%, pero con otra conclusión se llegó a un 90%.
Estos estudios fueron realizados para determinar el cálculo de compensaciones por la colusión para los consumidores afectados. Sin embargo, surgió una duda de si la mesa de negociación entre CMPC, Sernac y dos organizaciones de consumidores iban a considerar estas cifras.
Ante esto, Ernesto Muñoz, director de Sernac explicó que estos informes no fueron solicitados por la mesa: “No se incorpora formalmente a la mesa, lo que no significa que no se tenga como antecedente, porque ciertamente estamos hablando de una materia similar. Tratándose de una materia relacionada, es algo que nos agrega un contexto de información que vamos a tomar en consideración”.

## Compensación
La colusión entre CMPC y SCA, si bien no terminó con cárcel para sus ejecutivos, sí terminó con un acuerdo inédito. El pago de una indemnización de US$150 millones ($97.647 millones) para 13,7 millones de personas, lo que permitió a los mayores de 18 años cumplidos al 31 de mayo de 2018, y que cuenten con cédula de identidad vigente, sean chilenos o extranjeros, cobrar $7.000.
Esta gestión fue liderada por el Servicio Nacional del Consumidor (SERNAC), y las asociaciones de consumidores ODECU Y CONADECUS, quienes también pusieron una demanda colectiva frente a este hecho de colusión.
La implementación de este plan de compensación comenzó a realizarse a partir del 1 de agosto de 2018.
Finalmente, como hay cerca de un 75% de beneficiarios que estarían en condiciones de recibir automáticamente sus $7.000.-, el modelo considera despejar previamente éstos, señalándole en la plataforma, y enfocar la inscripción sólo en aquellas personas que lo requieran.

## Sentencia
El 6 de enero de 2020 la Corte Suprema condenó a ambas empresas por colusión en el mercado del papel tissue, fijando precios de ventas y asignando cuotas de participación entre 2000 y 2011.
El máximo tribunal impuso una multa de veinte mil Unidades Tributarias Anuales, lo que es un poco más de US $15 millones para cada una de las empresas. Con esta condena La Corte Suprema revocó a CMPC el beneficio de delación compensada otorgado por la Fiscalía, y que había sido reconocido por el Tribunal de Defensa de la Libre Competencia, ya que con este beneficio la empresa pudo haberse visto eximida de pagar esta multa por su confesión y colaboración con el caso.
El revocamiento de este beneficio fue solicitado por SCA, que fue la segunda y última empresa en confesar su participación en el delito. Además, esta admitió que CMPC fue quien organizó el cartel y que se vio amenazado por la empresa para participar en la colusión, lo que la Suprema confirmó en su fallo, señalando en el documento: “Ha quedado debidamente acreditado en autos que no solo organizó el acuerdo colusorio en examen, sino que, además, ejerció coacción de carácter económico sobre su competidor PISA a fin de conducirlo a formar parte de él y, más adelante, a asegurar su permanencia en el mismo.”
Sin embargo, la Corte Suprema rechazó eximir de responsabilidad a SCA: “ante hechos de tal naturaleza la conducta apropiada y respetuosa del ordenamiento jurídico que correspondía adoptar, era concurrir ante la autoridad fiscalizadora y dar cuenta de las mismas, determinación que no solamente omitió PISA, sino que se mantuvo durante toda la época en que duró el acuerdo colusorio y después de terminado el mismo, optando por acomodar sus directrices económicas a la nueva realidad, manteniendo la cuota de mercado que le permitía el acuerdo y sus planes para la actividad comercial, incluso, después de terminado el período de la colusión”.
Ante la situación de CMPC la Corte Suprema dicta que: “se verá privada de dicho beneficio, en tanto ha quedado debidamente acreditado en autos que no sólo organizó el acuerdo colusorio en examen, sino que, además, ejerció coacción de carácter económico sobre su competidor PISA a fin de conducirlo a formar parte de él y, más adelante, a asegurar su permanencia en el mismo”. 
El ministro de la Corte Suprema de Justicia Arturo Prado Puga, señaló que: “difícilmente podría sostenerse que CMPC pudiera haber ejercido una coacción “importante, injusta y determinante” prolongada en los términos referidos y, encima, de forma continuada en el tiempo -extendida durante más de once años y tras sucesivas administraciones- sin que hubiera existido de parte de SCA Chile S.A. o de su controladora acciones eficaces tendientes a poner término a esta amenaza”.
El Fiscal Nacional Económico, Ricardo Riesco, señaló que “la Sentencia aborda por primera vez el concepto de coacción para participar en una colusión. Cómo Fiscalía seguiremos evaluando las conductas sometidas a nuestro conocimiento, siempre bajo la consideración que la delación compensada es la herramienta más eficaz para combatir la colusión”.